# New Zealand Geographic Board
Das New Zealand Geographic Board (NZGB) (Maori Ngā Pou Taunaha o Aotearoa) ist eine neuseeländische Regierungseinrichtung. Sie hat ihren Sitz im Radio New Zealand House, 155 The Terrace in Wellington.
Ihre Rechtsgrundlage ist der New Zealand Geographic Board (Ngā Pou Taunaha o Aotearoa) Act 2008, zuvor war es der New Zealand Geographic Board Act 1946. Obwohl es eine juristisch unabhängige Organisation ist, ist es dem Minister for Land Information unterstellt. Es ist für die Vergabe geographischer und hydrographischer Ortsbezeichnungen in Neuseeland und seinen Territorialgewässern zuständig. Dies umfasst die Namensgebung beispielsweise für Siedlungen, Berge, Seen, Flüsse, Wasserfälle, Naturhäfen und andere geografische Objekte. Die Tätigkeit umfasst auch die Erforschung der traditionellen Ortsbezeichnungen der Māori. In den von Neuseeland (völkerrechtlich nicht anerkannt) beanspruchten Gebieten im Rossmeer hat die Organisation zahlreiche geografische Namen vergeben. Die Organisation hat nicht die Befugnis, Straßennamen zu ändern oder in die Gemeindegliederung des Landes einzugreifen.
Die Arbeit des NZGB unterliegt einer Kontroverse. Diese resultiert vor allem aus Bemühungen, Ortsnamen auf die vor der europäischen Besiedlung von den Māori verwendete zu ändern, jedoch in moderner Rechtschreibung, standardisierter Schreibung, Makrons usw. Das Aufgabengebiet des NZGB umfasst nur „offizielle“ Ortsnamen. Die meisten Namen von Orten (darunter die meisten Städte und Stadtgemeinden), Häfen, Wasserflächen wurden in der Gesetzgebung des Landes nicht erwähnt oder durch Verträge festgelegt. Eine der umfassendsten Quellen „offizieller“ Ortsnamen ist der Vertrag von Waitangi, in dem oft neue Namen (vor allem für unbewohnte Gebiete) und neue Namen mit Makrons vergeben wurden. Makrons waren bis vor Kurzem in Ortsbezeichnungen unüblich.
Mitglieder des NZGB waren 2014:
- David Barnes
- Jenni Vernon
- Professor Michael Roche
- Matanuku Mahuika
- Garrick Murfitt
- Adam Greenland – Vertreter von Land Information New Zealand
- Merata Kawharu
- Te Maire Tau